# Bernd Schneider
Bernd Schneider (Jena, 17 de Novembro de 1973) é um ex-futebolista profissional alemão que atuava como meio-campo.

## Carreira

### Carl Zeiss Jena
Conhecido como "brasileiro branco", Schneider iniciou sua carreira ainda na extinta Alemanha Oriental, defendendo o tradicional Carl Zeiss Jena. Sua estreia na equipe ocorreu em 13 de agosto de 1991, disputando os minutos finais da derrota por 3 x 1 para o Darmstadt 98.
Disputaria sete temporadas com o clube, sendo importante na permanência do mesmo durante cinco temporadas consecutivas na segunda divisão alemã. Porém, seu desempenho dentro de campo impressionava muito para seguir na pequena equipe.

### Frankfurt
Com isso, acertou com o Eintracht Frankfurt. Sua passagem acabaria sendo breve, durando apenas uma temporada. Ao todo, disputaria 33 partidas, marcando quatro tentos.

### Bayer Leverkusen
Em seguida, assinaria com o Bayer Leverkusen, que começava a despontar como uma forte equipe, após contratações de outros jogadores que se destacavam no futebol, como seu companheiro de Seleção Alemã, Michael Ballack. No Leverkusen, viveria seus grandes momentos na carreira, sendo uma das principais peças do treinador Klaus Toppmöller, principalmente na primeira temporada do mesmo no comando da equipe, a 2001/02, quando levou o clube a três vice-campeonatos: o primeiro, no Campeonato Alemão, onde liderava a competição a três rodadas do fim com cinco pontos de vantagem, revertida pelo Borussia Dortmund, campeão com um ponto a mais; o segundo fora a Copa da Alemanha, onde perdeu por 4 x 2 para o Schalke 04 após sair vencendo. Já o terceiro, e mais doloroso, a Liga dos Campeões da UEFA, para o Real Madrid.
A partir da temporada 2004/05, acabaria se tornando uma peça frequente no departamento médico, sofrendo com seguidas lesões. A pior delas acabaria sendo sua última, nas costas, o que o levou a encerrar a carreira, aos 35 anos.

## Títulos
Bayer Leverkusen
- Bundesliga: Vice 1999–2000, 2001–02
- DFB-Pokal: Vice 2001–02, 2008–09
- UEFA Champions League: Vice 2001–02